# Willa fabrykanta Steina
Willa fabrykanta Steina – zabytkowa willa położona w Białymstoku przy ul. Artyleryjskiej 9.

## Historia
Willa została wybudowana na początku XX wieku. Od 1981 znajduje się w rejestrze zabytków.